# Max Bucaille
Max Bucaille (30. června 1906 Sainte-Croix-Hague, departement Manche – 1. dubna 1996 Créteil) byl francouzský básník, malíř a sochař, především autor surrealistických koláží, vězněný za druhé světové války v Československu.

## Život a dílo
Vystudoval matematiku, kterou také vyučoval jako profesor. Proslavil se však po roce 1930 jako tvůrce surrealistických koláží. Během druhé světové války se jako voják dostal do zajateckého tábora Stalag IV C na území Československa, pracoval v muniční továrně ve Rtyni nad Bílinou, místní části Velvěty . Navázal styky s českými umělci, a proto bylo jeho působení v letech 1947–1948 ve Skupině francouzských revolučních surrealistů sledováno a reflektováno. Na jeho aktivitách se podíleli také čeští umělci, členové Skupiny Ra. 
Byl členem Kolegia patafyziky (Collège de Pataphysique), a v roce 1958 spoluzakladatelem mezinárodní skupiny Fantasmagie, která měla hlavní sídlo v Bruselu, vydávala stejnojmenný časopis a šířila principy post-surrealismu v poezii i ve výtvarném umění. Byla zrušena v roce 1979.
Mezi léty 1964–1971 v Československu vystavoval a jeho práce byly známy díky kontaktům brněnské surrealistické skupiny Lacoste s mezinárodní skupinou C.I.A.F.M.A. (Centre international d'actualité fantastique et magique), na jejímž založení se v Bruselu roku 1958 Max Bucaille také podílel. Zahraniční styky českých umělců byly ovšem přerušeny vlivem Února 1948 a s ním spojených represí proti svobodné umělecké tvorbě a zejména proti surrealismu.